# 最後の審判 (詰将棋)
「最後の審判」（さいごのしんぱん）は、縫田光司が『詰将棋パラダイス』1997年（平成9年）1月号に発表した詰将棋問題である。将棋のルールにある、連続王手による千日手と打ち歩詰めがテーマであるが、ルールの不備を突く構成になっており解釈が議論中であるという「問題作」として知られる。

## 概要
問題図は作者の縫田がウェブサイトで公開しているので、そちらを参照のこと（#外部リンク節参照）。
双玉詰将棋であり、同じ手順を繰り返す過程の中で、先手の角行による王手に対して後手が歩兵の合駒をして逆王手をかける手が存在する（歩以外を合駒するか玉を動かすと詰む）。この繰り返しにおいて、1回目・2回目の合駒は歩が打てるものの、3回目の合駒において歩が打たれたとすると、
1. 先手は王手を回避するためにはこの歩を取らなければならない。
2. この歩を取ると「連続王手による千日手」となり先手の反則負けになる。
3. 反則でしか王手を逃れられないので先手玉は詰みである。
4. 歩を打って先手玉を詰めたので後手は打ち歩詰めの反則である。

という論理を経て、後手は歩では合駒ができず最終的に詰みに至る、というのが作意である。

## ルールの解釈と評価
本作発表後、将棋のルールの（詰将棋における）解釈について、詰将棋ファンの間での議論となった。すなわち、上記の作意が成立するには、禁手（この場合は連続王手による千日手）でしか王手を逃れられない場合は「詰み」なのか否か、打ち歩の王手でその状態を作り出したことは「打ち歩詰め」になるのかどうか、ルールの解釈が統一されておらず、解釈により本作が成立する（詰む）かどうかが決まるという状態であった。
プロ棋士の間でも話題となったことがある。伊奈川愛菓が本作に感動したことを、日本将棋連盟モバイルで取り上げたことがきっかけとなり、本作の理屈付けが複数のプロ棋士の間で検討されたという。
ただ王手の連続で詰ませなければならない詰将棋の問題としてはこのように議論の対象になりうるが、実際の対局でこの問題の場面となった場合は王手ではなく必至をかけることによって先手勝ちとなる。
詰将棋に限らず日本将棋連盟の規約としても以上の点について、記述が無いことにはどうしようもなく、将棋界全般の当座の判断としては「解釈が定まるまで、本作が成立するかどうかは決定できない」ということになっている。詰将棋独自でのルール制定を求める意見もあったが、2020年現在は主立った変更は行われていない。

## 関連する作品
白鳥士郎の『りゅうおうのおしごと!』第5巻はこの作品がテーマとなっており、最後に「審判の条件を満たした局面が出現する」というストーリーが展開される。たまたま連盟会長が立会人を務めていたという事情から、千日手扱いとして処理された。2018年に放送されたアニメ版では最終話のサブタイトルにも使用されている。
脚本家の太田守信は、2021年にこの作品を題材にした演劇『魔法少女・最後の審判　～詰将棋・刻ノ輪カラノ脱出編～』を公演している。